# Diphtherocome impectinata
Diphtherocome impectinata är en fjärilsart som beskrevs av Ronkay, Hreblay och Mamoru Owada. Diphtherocome impectinata ingår i släktet Diphtherocome och familjen nattflyn. Inga underarter finns listade i Catalogue of Life.